# Microchilus globosus
Microchilus globosus är en orkidéart som beskrevs av Paul Ormerod. Microchilus globosus ingår i släktet Microchilus och familjen orkidéer. Inga underarter finns listade i Catalogue of Life.